# Waleri Meladze
Waleri Szotajewicz Meladze (ros. Валерий Шотаевич Меладзе, gruz. ვალერი შოთას ძე მელაძე; ur. 23 czerwca 1965 roku w Batumi) – rosyjski piosenkarz, aktor i producent muzyczny gruzińskiego pochodzenia, Zasłużony Artysta Rosji (2006).

## Życiorys

### Wczesne lata
Jest synem inżynierów, Szoty i Nelly Meladzów. Ma dwoje rodzeństwa: brata Konstantina (ur. 1963) i siostrę Lianę (ur. 1968).
Studiował w Mikołajewskim Instytucie Budowy Okrętów im. Stiepana Makarowa na Ukrainie.

### Kariera
W czasach studenckich, wraz z bratem Konstantinem, udzielał się w uniwersyteckim zespole muzycznym Aprel (ros. Апрель). W 1989 roku, po udanym przesłuchaniu wokalnym, producent Kim Brejtburg zaprosił braci do współpracy ze swoim zespołem Dialog (ros. Диалог). W 1991 wydali pierwszy album studyjny, zatytułowany Posieredinie Mira.
W 1993 roku bracia opuścili zespół i zajęli się twórczością solową. Niedługo później stworzyli własny program telewizyjny, w którym Waleri śpiewał kompozycje napisane przez brata. Podczas trasy koncertowej po Rosji poznali Jewgenija Friedlanda, który wyprodukował jeden z pierwszych utworów piosenkarza, „Nie trewoż mnie duszu, skripka”. W 1995 roku jego demo zostało dostrzeżone przez Ałłę Pugaczową, która zaprosiła go na swój świąteczny koncert, organizowany w Moskwie. Niedługo później wydał swój debiutancki, solowy album studyjny, zatytułowany Siera.

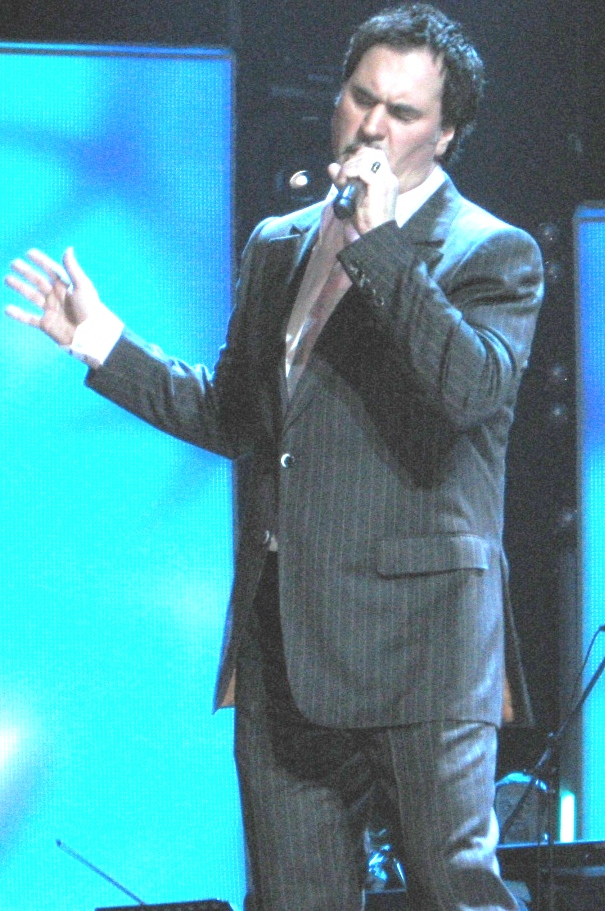
Waleri Meladze podczas koncertu na stadionie „Olimpijskij”, 2008

W październiku 1996 roku wydał swój drugi album, zatytułowany Poslednij romantik. Na początku 1997 roku odbył trasę koncertową po Rosji. 7 i 8 marca zagrał koncerty na moskiewskim stadionie „Olimpijskij”, który został zarejestrowany i wydany w formie albumu koncertowego pod koniec roku. W 1998 roku zakończył współpracę z Friendlandem i wytwórnią Souz. W styczniu wydał trzeci album studyjny, zatytułowany Samba biełogo motylka. W 1999 roku przeprowadził się do Kijowa, by nawiązać współpracę z krajową telewizją Inter. W międzyczasie wydał swój pierwszy album kompilacyjny, zawierający największe przeboje w jego dotychczasowym dorobku. Pod koniec roku wydał czwarty album studyjny, zatytułowany Wsio tak i było.
W 2000 roku, wraz z Konstantinem, stworzył girls band Via Gra (ros. ВИА Гра). Niedługo później zdecydował się na kilkuletnią przerwę w karierze. Na przełomie 2003 i 2004 roku wydał dwa single z zespołem Via Gra: „Pritiażenija bolsze niej” i „Okan i tri reki”. W międzyczasie wydał swój drugi album kompilacyjny, zatytułowany Nastojaszczeje, a także piątą płytę studyjną, zatytułowaną Niega. W 2005 roku wydał składankę przebojów pt. Okean. W 2006 roku został utytułowany mianem Zasłużonego Artysty Rosji. W 2008 roku wydał swój szósty album studyjny, zatytułowany Wopreki.
25 lipca 2014 roku wydał nowy album kompilacyjny, zatytułowany The Best, na którym znalazły się największe przeboje w jego karierze. W 2015 roku ukazał się album, zatytułowany Moj brat. Singli 2010–2015, zawierający single wydane przez piosenkarza w latach 2010–2015. 4 maja 2016 roku premierę miał album kompilacyjny, zatytułowany Połsta, który wydał wraz z Konstantinem Meladzem.

### Życie prywatne
W 1989 roku poślubił Irinę, którą poznał na trzecim roku studiów. Ma z nią trzy córki: Ingę (ur. 1991), Sofiję (ur. 1999) i Arinę (ur. 2002), miał też syna, który zmarł dziesięć dni po narodzinach w 1990 roku. W 2012 roku rozwiedli się. W 2014 roku ożenił się z Albiną Dżanabajewą, którą ma dwóch synów, Konstantina i Łukę.

## Dyskografia

### Albumy studyjne
- Siera (1995)
- Poslednij romantik (1996)
- Samba biełogo motylka (1998)
- Wsio tak i było (1999)
- Niega (2003)
- Wopreki (2008)
- Moj brat. Singli 2010–2015 (2015)

### Albumy kompilacyjne
- The Best (1999)
- Nastojaszczeje (2002)
- Okean (2005)
- The Best (2008)
- Połsta (2015)

### Albumy koncertowe
- Live Olympic Moskow (1997)